# Parafia św. Urbana w Roczynach
Parafia pod wezwaniem Świętego Urbana w Roczynach – parafia rzymskokatolicka znajdująca się w Roczynach. Należy do dekanatu Andrychów diecezji bielsko-żywieckiej. Erygowana w 1980.